# Caricaceae
Las caricáceas (Caricaceae) son una familia de plantas que reúne a 6 géneros y unas 35 especies y que alberga a especies económicamente muy importantes, como el papayero se encuentra en Centroamérica y América del Sur,  (Carica papaya) y el bacaco (Carica pentacarpus), plantas polígamas originarias de las Antillas y Mesoamérica hoy cultivadas en regiones tropicales y subtropicales por doquier.
El papayero presenta hojas en un penacho terminal y frutos de tipo baya, las papayas, de hasta 10 kg, de sabor muy apreciado. Así mismo, su látex es rico en papaína, un enzima de gran utilidad.

## Descripción
Son arbustos o árboles, laticíferos, con tallos blandos o carnosos, simples o ramificados; plantas generalmente dioicas, raramente monoicas o polígamas. Hojas alternas, enteras, simples, pinnatilobas hasta pinnatífidas o palmatilobas a palmatífidas, o compuestas y digitadas; sin estípulas. Inflorescencias de racimos o panículas, flores 5-meras; cáliz 5-lobado o 5-dentado, raras veces casi entero; corola de tubo largo en las flores masculinas o de tubo corto o este inconspicuo en las flores femeninas; estambres 10, insertos en 2 series en la parte superior del tubo de la corola, anteras 2-loculares abriéndose longitudinalmente; ovario súpero de inserción ancha, 1-locular con 5 placentas parietales o incompletamente 5-locular debido al fuerte desarrollo de las placentas, óvulos casi siempre numerosos, estilo ausente o conspicuo, estigma entero o lobado o repetidamente ramificado. Fruto una baya; semillas con endosperma mucilaginoso y envoltura externa carnosa (sarcotesta).

## Fitoquímica
De las hojas de la papaya se han aislado alcaloides tipo carpaína

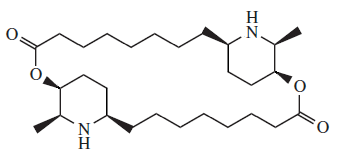
Carpaína

## Géneros
- Carica – Carica papaya, América
- Cylicomorpha – dos especies, África
- Jacaratia – cinco especies, América
- Jarilla – tres especies, América
- Vasconcellea – 20 especies, América